# Відкритий чемпіонат Австралії з тенісу 2016
Відкритий чемпіонат Австралії з тенісу 2016 — тенісний турнір, що проходив з 18 по 31 січня 2016 року на кортах Мельбурн-Парку в Мельбурні, Австралія. Це 104-ий чемпіонат Австралії з тенісу і перший турнір Великого шолома в 2016 році.

## Основні події
Новак Джокович відстояв свій титул чемпіона в одиночному чоловічому розряді, що стало його шостою перемогою в Австралії й чотирнадцятим титулом Великого шолома.  
Фаворитка жіночого турніру Серена Вільямс поступилася в фіналі Анжелік Кербер. Для Кербер ця перемога була першою в турнірах Великого шолома. Взагалі, вона стала першою в цьому столітті німкенею, якій підкорився один із титулів Великого шолома. Останнью переможницею-німкенею була ще Штеффі Граф у 1999 році.  Програш Серени Вільямс означає, що їй ще не вдалося зрівнятися з Граф за кількістю великих титулів.  
Пара Мартіна Хінгіс та Саня Мірза виграла свій третій титул Великого шолома поспіль.

## Переможці та фіналісти

### Одиночний розряд. Чоловіки
- Новак Джокович переміг  Енді Маррей, 6–1, 7–5, 7–6(7–3)

### Одиночний розряд. Жінки
- Анджелік Кербер перемогла  Серену Вільямс, 6–4, 3–6, 6–4

### Парний розряд. Чоловіки
- Джеймі Маррей /  Бруно Суареш перемогли пару  Деніел Нестор /  Радек Штепанек, 2–6, 6–4, 7–5

### Парний розряд. Жінки
- Мартіна Хінгіс /  Саня Мірза перемогли пару  Андреа Главачкова /  Луціє Градецька, 7–6(7–1), 6–3

### Мікст
- Олена Весніна /  Бруно Суареш перемогли пару  Коко Вандевей /  Горія Текеу, 6–4, 4–6, [10–5]

### Юніори

#### Хлопці. Одиночний розряд
- Олівер Андерсон переміг  Юрабека Карімова, 6–2, 1–6, 6–1

#### Дівчата. Одиночний розряд
- Віра Лапко перемогла  Терезу Мігалікову, 6–3, 6–4

#### Хлопці. Парний розряд
- Алекс Де Мінор /  Блейк Елліс перемогли пару  Лукаш Клейн /  Патрік Рікл, 3–6, 7–5, [12–10]

#### Дівчата. Парний розряд
- Ганна Калінська /  Тереза Мігалікова перемогли пару  Даяна Ястремська/  Анастасія Зарицька, 6–1, 6–1